# Palpomyia microcera
Palpomyia microcera är en tvåvingeart som först beskrevs av Jean-Jacques Kieffer 1915.  Palpomyia microcera ingår i släktet Palpomyia och familjen svidknott.
Artens utbredningsområde är Danmark. Inga underarter finns listade i Catalogue of Life.